# Студенец (Севница)
Студенец (словен. Studenec) је насељено место у општини Севница, Посавска регија, Словенија.

## Историја
До територијалне реорганизације у Словенији био је у саставу старе општине Севница.

## Становништво
У попису становништва из 2011. године, Студенец је имао 172 становника.
| Број становника према пописима | Број становника према пописима | Број становника према пописима |
| ------------------------------ | ------------------------------ | ------------------------------ |
| 1991                           | 2002                           | 2011                           |
| 196                            | 186                            | 172                            |